# Luis Díaz (ciclista)
Luis Hernán Díaz Villegas (Guadalajara de Buga, 4 de novembro de 1945 - Cáli, 24 de novembro de 2021) foi um ciclista colombiano. Competiu representando a Colômbia no ciclismo nos Jogos Olímpicos de Verão de 1972.

## Morte
Díaz morreu aos 76 anos de idade, em Cáli, que estava enterrado pro complicações de um câncer que estava lutando contra há alguns anos.